# New Born
New Born è un singolo del gruppo musicale britannico Muse, pubblicato il 5 giugno 2001 come secondo estratto dal secondo album in studio Origin of Symmetry.

## Descrizione
Traccia d'apertura di Origin of Symmetry, New Born è caratterizzato da un'introduzione basata su accordi spezzati eseguiti al pianoforte, tecnica utilizzata in altri brani dei Muse. Come la maggior parte dei brani del gruppo, il testo traccia la paura dell'evoluzione rispetto alla tecnologia considerata una realtà che distruggerà l'intera umanità.
Un remix del brano, realizzato da Paul Oakenfold, è stato inserito nella colonna sonora del film Codice: Swordfish del 2001 diretto da Dominic Sena e interpretato da John Travolta. Inoltre è presente anche nel film dell'orrore Alta tensione di Alexandre Aja del 2003.

### Dal vivo
Durante i concerti, i Muse tendono ad eseguire il brano in modo differente dalla versione standard. Il frontman Matthew Bellamy elabora ulteriormente l'introduzione di pianoforte, mentre poco dopo la conclusione del brano è solito eseguire un riff di brani come Microphone Fiend dei Rage Against the Machine o Headup dei Deftones.

## Video musicale
Il video musicale è stato girato in un magazzino di West London (Regno Unito) e a Praga ed è stato diretto da David Slade. L'idea di Bellamy era quella di far sembrare che il gruppo suonasse appoggiato ad un muro che fungesse da pavimento dato che la telecamera per la maggior parte delle riprese è girata in angolo retto. Il budget era scarso e per far sì che la resa fosse ottimale, il regista si è affidato al make-up piuttosto che ad elementi di elaborazione computerizzata. Matthew Bellamy ha detto riguardo alla lavorazione del video: 

## Tracce
CD promozionale (Germania, Giappone, Regno Unito)
1. New Born (Radio Edit) – 4:39
2. New Born (Full Length Version) – 6:02

CD promozionale (Regno Unito) – New Born Remixes
1. New Born (Paul Oakenfold's Perfecto Remix) – 6:15
2. Sunburn (Timo Maas Sunstroke Remix) – 6:44
3. New Born (Radio Edit) – 4:39

CD singolo – parte 1 (Regno Unito)
1. New Born – 6:04
2. Shrinking Universe – 3:08
3. Piano Thing – 2:53
4. New Born (Video) – 4:39

CD singolo – parte 2 (Regno Unito)
1. New Born – 6:04
2. Map of Your Head – 4:28
3. Plug in Baby (Live) – 3:33

CD maxi-singolo (Grecia)
1. New Born – 6:02
2. Shrinking Universe – 3:03
3. Piano Thing – 2:59
4. Map of Your Head – 3:46
5. Plug in Baby (Live) – 3:33
6. New Born (Paul Oakenfold Perfecto Remix) – 6:15

7" (Regno Unito)
- Lato A

1. New Born – 6:04

- Lato B

1. Shrinking Universe – 3:08

12" (Regno Unito)
- Lato A

1. New Born (Paul Oakenfold's Perfecto Remix) – 6:15

- Lato B

1. Sunburn (Timo Maas Sunstroke Remix) – 6:44
2. Sunburn (Timo Maas Breakz Again Mix) – 5:27

Download digitale
1. New Born – 6:03
2. New Born (Oakenfold Perfecto Remix) – 7:02
3. Shrinking Universe – 3:06
4. Piano Thing – 3:01
5. Map of Your Head – 4:23
6. Plug in Baby (Live) – 3:31

## Formazione
Gruppo
- Matthew Bellamy – voce, chitarra, tastiere varie, arrangiamento strumenti ad arco
- Chris Wolstenholme – basso, cori, vibrafono
- Dominic Howard – batteria, percussioni varie

Altri musicisti
- Sara Herbert – violino
- Jacqueline Norrie – violino
- Clare Finnmore – viola
- Caroline Lavelle – violoncello

Produzione
- David Bottrill – produzione, ingegneria del suono
- Muse – produzione, missaggio
- Steve Cooper – ingegneria del suono aggiuntiva
- John Cornfield – missaggio
- Ray Staff – mastering
- Safta Jaffery – produzione esecutiva
- Dennis Smith – produzione esecutiva

## Classifiche
| Classifica (2001) | Posizione massima |
| ----------------- | ----------------- |
| Francia           | 65                |
| Regno Unito       | 12                |